# 30277 Charlesgulian
30277 Charlesgulian è un asteroide della fascia principale. Scoperto nel 2000, presenta un'orbita caratterizzata da un semiasse maggiore pari a 2,2780466 UA e da un'eccentricità di 0,1304929, inclinata di 4,84886° rispetto all'eclittica.